# Marienkirche (Trzebiatów)

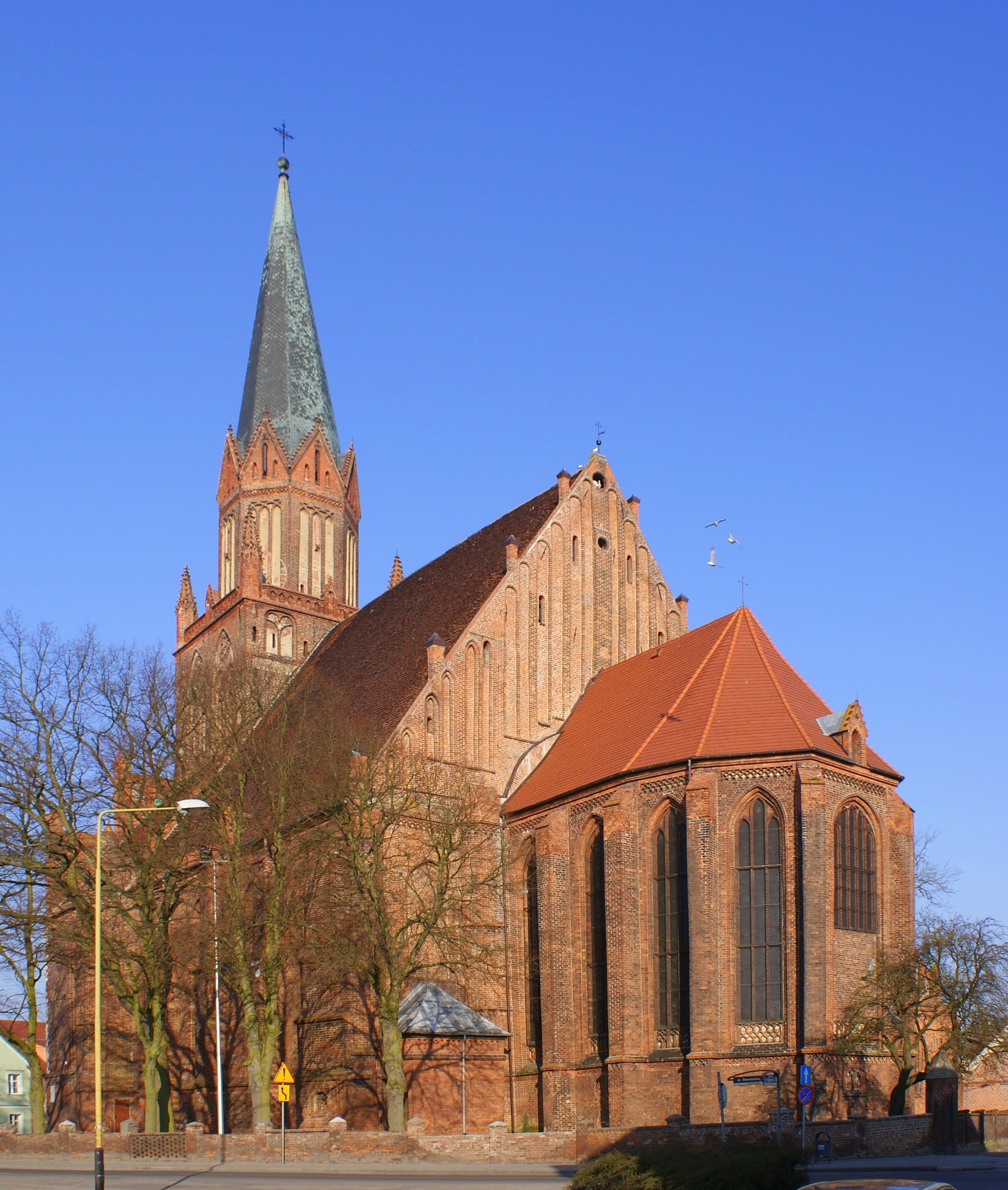
Marienkirche (Trzebiatów)

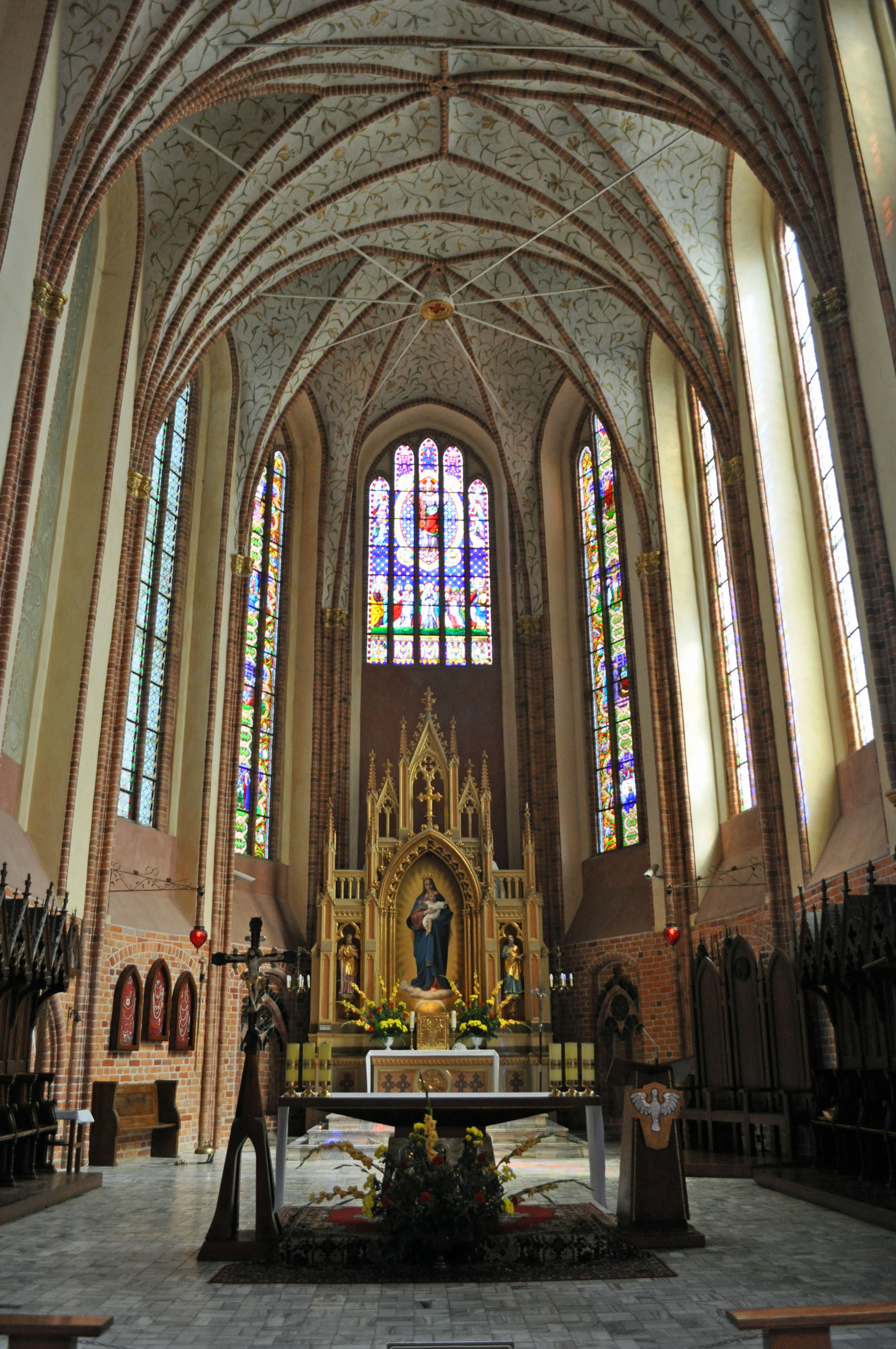
Innenansicht

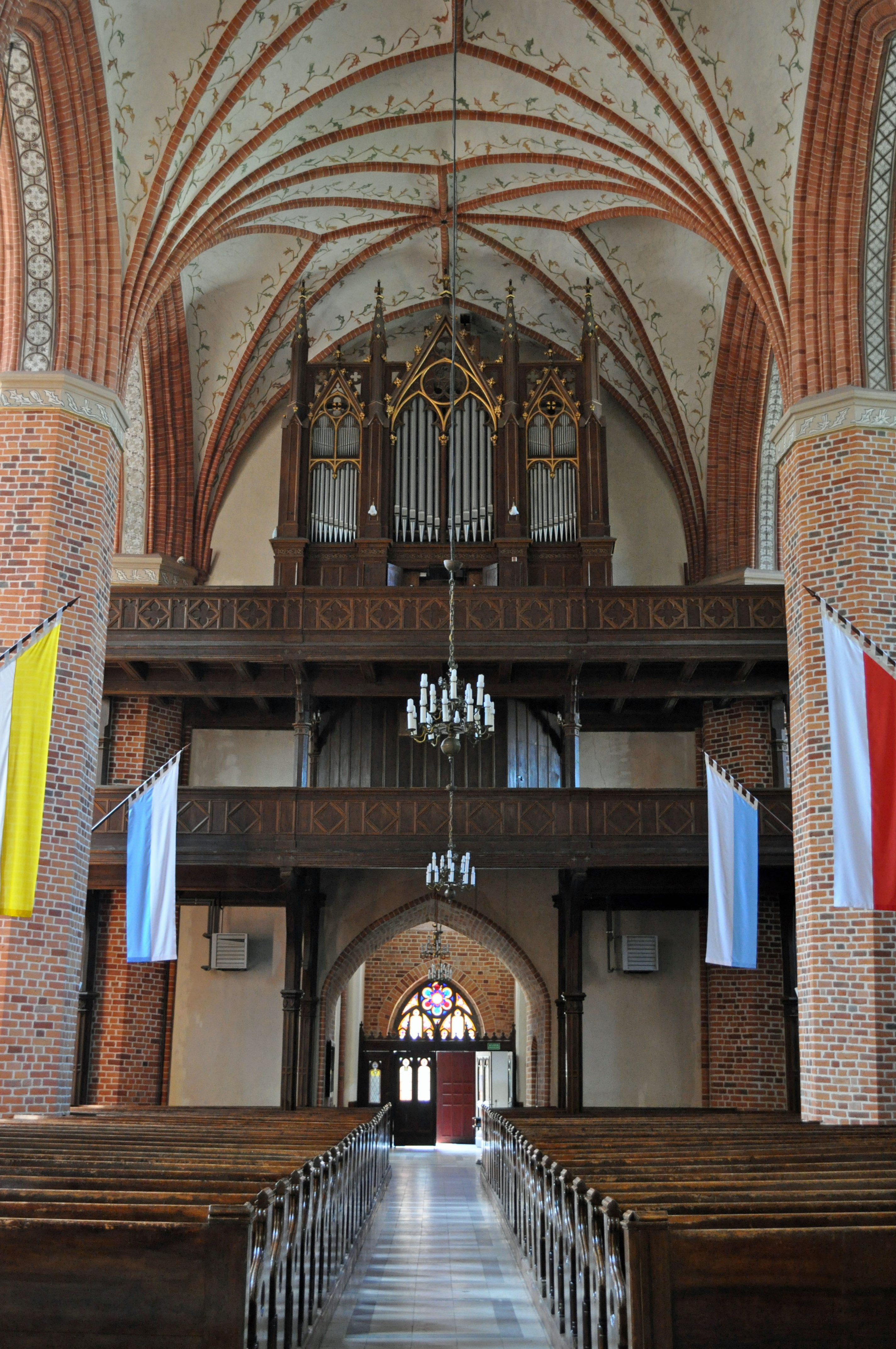
Empore mit neugotischem Orgelprospekt

Die Marienkirche (polnisch Kościół Macierzyństwa Najświętszej Marii Panny w Trzebiatowie) in Trzebiatów (deutsch Treptow an der Rega) ist die Pfarrkirche der römisch-katholischen Gemeinde der Stadt im Erzbistum Stettin-Cammin. Sie wurde im 14. Jahrhundert als Hallenkirche im gotischen Stil erbaut. Die Kirche ist auch das Erzdiözesanheiligtum der Mutter Gottes von Trzebiatów.

## Geschichte
Die erste Pfarrkirche in Trzebiatów wurde am Anfang des 13. Jahrhunderts von den Trzebiatówer Norbertinern aus dem Kloster in Bialoboki gegründet. Seit 1328 bestand an der Kirche eine Lateinschule, deren Rektor im 16. Jahrhundert Johannes Bugenhagen war. 
Die heutige Kirche wurde an der Wende des 14. und 15. Jahrhunderts gebaut. Seit 1534, als Herzog Philipp I. beim Landtag von Treptow die Reformation einführte, diente sie als evangelische Stadtkirche. Im 19. und 20. Jahrhundert war sie Sitz des Kirchenkreises Treptow in der Kirchenprovinz Pommern der Evangelischen Kirche in Preußen. In den Jahren 1865–1867 wurde sie umgebaut und regotisiert.
Nach der Flucht und Vertreibung der deutschen Bevölkerung am Ende des Zweiten Weltkriegs wurde sie wieder eine katholische Kirche und ein Marienheiligtum. Im Jahr 1986 wurden Renovierungsarbeiten durchgeführt. Die Gesamtlänge der Kirche beträgt 72 Meter, die Breite etwa 28 Meter.
Durch ein Dekret vom 7. Oktober 1996 (am Fest Unserer Lieben Frau vom Rosenkranz) erhob der Erzbischof Marian Przykucki, Metropolit von Szczecin-Kamieński, die Würde der Kirche zum Erzdiözesanheiligtum der Mutterschaft Mariens. Er verkündete dies feierlich während der Kirchweih am 11. Oktober desselben Jahres, in Anwesenheit zahlreicher Gläubiger und des ersten Kustos des Heiligtums, Pfarrer Kanonikus Major Henryk Cudak.

## Ausstattung
Besondere Aufmerksamkeit verdient das Altarbild, das von Ernst Deger geschaffen wurde, einem Vertreter der katholischen Kirchenmalerei. Das Gemälde zeigt die Muttergottes mit einem Sternenkranz über dem Kopf, langem Haar, den Mond unter den Füßen, das Jesuskind in der linken Hand haltend. Ein ähnliches Gemälde befindet sich im Diözesanmuseum in Köln und in Düsseldorf. Die Gläubigen in Trzebiatów verehren das Bild unter dem Namen der Gnadenmutter. Sie wurde im Jahr 2006 gekrönt.
Im östlichen Teil der Kirche befinden sich von König Wilhelm I. 1867 gestiftete Glasmalereien. Sie wurden von einem Künstler Müller aus Berlin nach einem Entwurf des Restaurators  Ferdinand von Quast angefertigt. Das Gestühl stammt aus der Zeit der Renaissance. Es befindet sich im Chor auf der Nord- und Südseite und dient immer noch als Sitzgelegenheit für Assistenten und Messdiener. Der Triumphbogen stellt alttestamentarische Figuren (König David und neun Propheten) dar, die Inschriftenbänder halten, umgeben von Pflanzenranken. Im Jahr 1986 wurde der Triumphbogen mit folgenden Gemälden ergänzt: Selige Ursula Ledóchowska, Seliger Raphael Kalinowski, Hl. Otto von Bamberg, Hl. Maksymilian Kolbe, Seliger Bruder Albert, Hl. Stanislaus Kostka, das Wappen von Trzebiatów, das Wappen des Bischofs Kazimierz Majdański.
Im nördlichen Kirchenschiff befindet sich ein hölzerner Seitenaltar im neugotischen Stil, der dem heiligen Antonius von Padua gewidmet ist. Im südlichen Kirchenschiff steht auch ein Holzaltar, der den auferstandenen Jesus darstellt. In der Trzebiatówer Kirche befindet sich eine historische Orgel, auf der am 29. Mai 1842 das Oratorium Die Schöpfung von Joseph Haydn aufgeführt wurde, dirigiert von dem berühmten Komponisten, Organisten und Kantor der St.-Jakobs-Kirche in Stettin – Carl Loewe. Die Orgel wurde 1842 von Johann Friedrich Schulze erbaut und hat heute 32 Register auf zwei Manualen und Pedal.
Erwähnenswert ist auch der Kirchturm, der auf einem rechteckigen Grundriss mit den Maßen 28 × 14 m errichtet wurde. Er ist aus Backstein im gotischen Stil gebaut und unverwechselbar gestaltet. Die Basis des Turms und seine Ecken sind aus Granitblöcken und regelmäßig behauenen Sandsteinblöcken gefertigt. Darauf ist über die gesamte Breite der Kirchenschiffe ein gleichmäßiges Turmmassiv erbaut, das bis zur Höhe des Kirchenschiffsabschlusses führt. Weiter oben, im Mittelteil des unteren Massivs, wurde ein einzelner Turm auf einem quadratischen Grundriss aufgeführt. Im Mittelalter war der Turm mit einem schlanken Dach bedeckt, aus dem eine viereckige Laterne mit einer spitzen Kuppel hervorging. Der heutige oktogonale Turmabschluss wurde in der zweiten Hälfte des 19. Jahrhunderts an der Stelle des alten errichtet. Die Wände des Turms sind – ähnlich wie die Giebelwand – von Osten her mit Blenden belebt. Die Spitze des Turms ist mit einem vergoldeten Kreuz gekrönt. Bei der Renovierung in den Jahren 1865 bis 1867 wurde der Turm mit Fialen im damals üblichen neugotischen Stil bereichert. Die Höhe des Turms beträgt 90 m.
Die Kirche von Trzebiatów hat eine der ältesten Glocken in Polen. Die Inschrift auf der Glocke gibt nur die Jahreszahl an, die in einer feinen gotischen Schrift eingraviert ist: „Anno Domini millesino tricentesimo nonagesimo nono (A.D. 1399)“. Die zweite Glocke, Maria (Marienglocke), stammt aus dem Jahr 1515 und wurde während der Amtszeit des letzten katholischen Pfarrers, Otto Schlutow, aufgehängt. Sie zeichnet sich durch ihren besonderen Wohlklang und ihr Gewicht von 3750 kg aus. Sie wurde von dem Stargarder Glockengießer Lutke Rose hergestellt (die beiden anderen Glocken desselben Gießers wurden 1787 eingeschmolzen). Seine Dekoration (abgesehen von den Inschriften) besteht aus mehreren Kreisen mit zarten gotischen Ornamenten (Engelsköpfe, umgeben von Girlanden aus Pflanzentrieben und Akazienblättern) sowie Darstellungen von Christus als Erlöser der Welt und der Krönung der Heiligen Jungfrau Maria.

## Wissenswertes
- Im Mittelalter diente der Turm der Marienkirche in Treptow an der Rega als Seezeichen für Fischer und Seeleute, die zu den Häfen in Deep und Kolberg fuhren.
- Die Kirche wurde am 29. September 1956 in die Denkmalliste eingetragen.